# Lesní kostel Godula
Lesní kostel Godula (také znám jako - památník vydání tolerančního patentu) je památník v místě tajných evangelických bohoslužeb, které se konaly v době protireformace a náboženské nesvobody. Památník s deskou je umístěn na jihozápadním svahu Goduly v obci Komorní Lhotka v Moravskoslezském kraji v Slezských Beskydech.

## Historie
V roce 1654 tzv. náboženská komise na příkaz císaře Ferdinanda III. odebrala evangelíkům z Těšínského Slezska všechny kostely. Místní evangelické obyvatelstvo, pamatující ještě skončenou třicetiletou válku, nekladlo odpor. Místní evangelíci, kteří se nemohli shromažďovat v kostelech, využívali služeb kazatelů, kteří do těchto oblastí tajně přicházeli především z Horních Uher, ale také z Dolního Slezska a Polského království. Bohoslužby se konaly na odlehlých místech, hlavně v horách. Takových míst bylo mnoho a často se měnila, aby se předešlo represím. Díky ústním tradicím se dochovala vzpomínka na devět takových míst nacházejících se v horách v Slezských Beskydech. V polské části jich je šest a na české straně tři.
Památník vznikl v roce 1931 jako uctění 150. výročí významné události pro evangelíky, kterou bylo vydání Tolerančního patentu v roce 1781. Díky patentu se mohli evangelíci, do té doby pronásledovaní, svobodně hlásit ke své víře.

## Dostupnost
- po  naučné stezce pokladů Godula z Řeky.
- po  zelené turistické značce a pak po  naučné stezce z Komorní Lhotky.
- po  žluté turistické značce a pak po  naučné stezce z Komorní Lhotky.
- po  žluté turistické značce a pak po  naučné stezce z Řeky.
- po  zelené turistické značce a pak po  naučné stezce z Morávky.